# Kessenich (België)
Kessenich (historisch ook Kessingen genoemd, wat voortleeft in de Limburgse benaming Kèsing) is een dorp in Belgisch-Limburg. Sinds 1971 is het een deelgemeente van Kinrooi. Kessenich ligt op het meest noordoostelijke punt van België.

## Geografie
De oude kern van Kessenich ontstond op de overgang tussen de riviervlakte van de Maas en het middenterras. De deelgemeente omvat daardoor twee natuurkundige zones: de lage kleigronden aan de Maas (40% van het grondgebied) en de hogere zandgronden (de overige 60%) in het westen. Doorheen en langs het grondgebied stromen drie rivieren: de Maas, de Itterbeek en de Witbeek. Een belangrijke uitwateringsgracht is de Raambeek. Kessenich telt vier natuurgebieden: het Vijverbroek, de Kleizone, de Kollegreend en het Koningssteen.
De zones in de Maasvlakte vormden vroeger een uitgestrekt akkercomplex, de Oo. Tegenwoordig liggen in dit gebied de Maasplassen, als overblijfselen van de Maaslandse grindwinning (1949–2016). Op het middenterras liggen het dorpscentrum en zijn Sint-Martinuskerk. Tussen 1950 en 2000 kende het dorp, ten gevolge van lintbebouwing, een sterke uitbreiding in de richting van de Venlosesteenweg (in het Kessenicher Veld). Ook ten westen van de Venlosesteenweg ontstond er nieuwe bewoning (van oost naar west: in de Hees, in de Hoeven en aan 't Schuttevendelen). Nabij de grens met Neeritter ligt het kasteeldomein Borgitter.

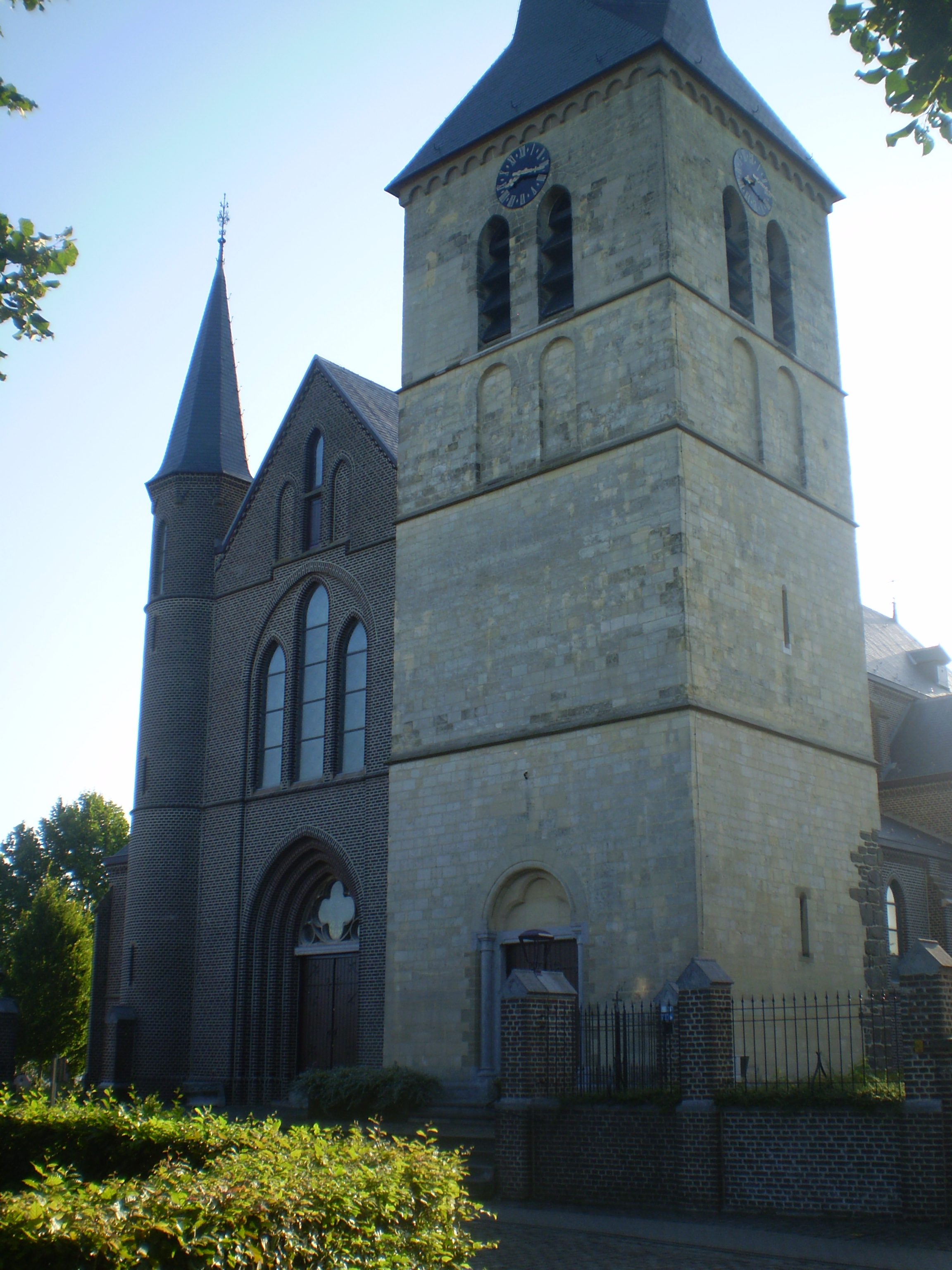
Voorgevel van de Sint-Martinuskerk
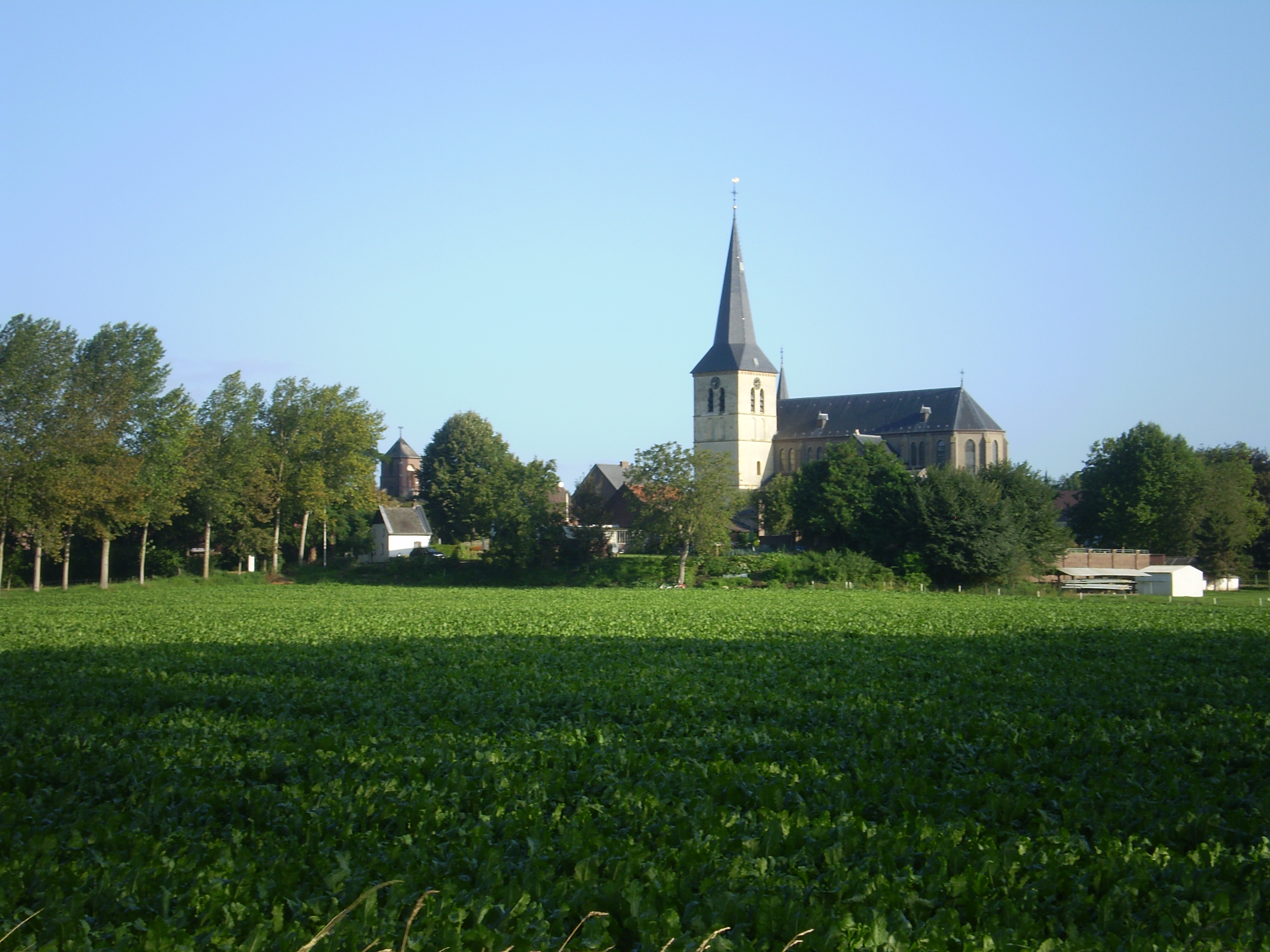
Zicht op het dorp vanuit het zuidoosten
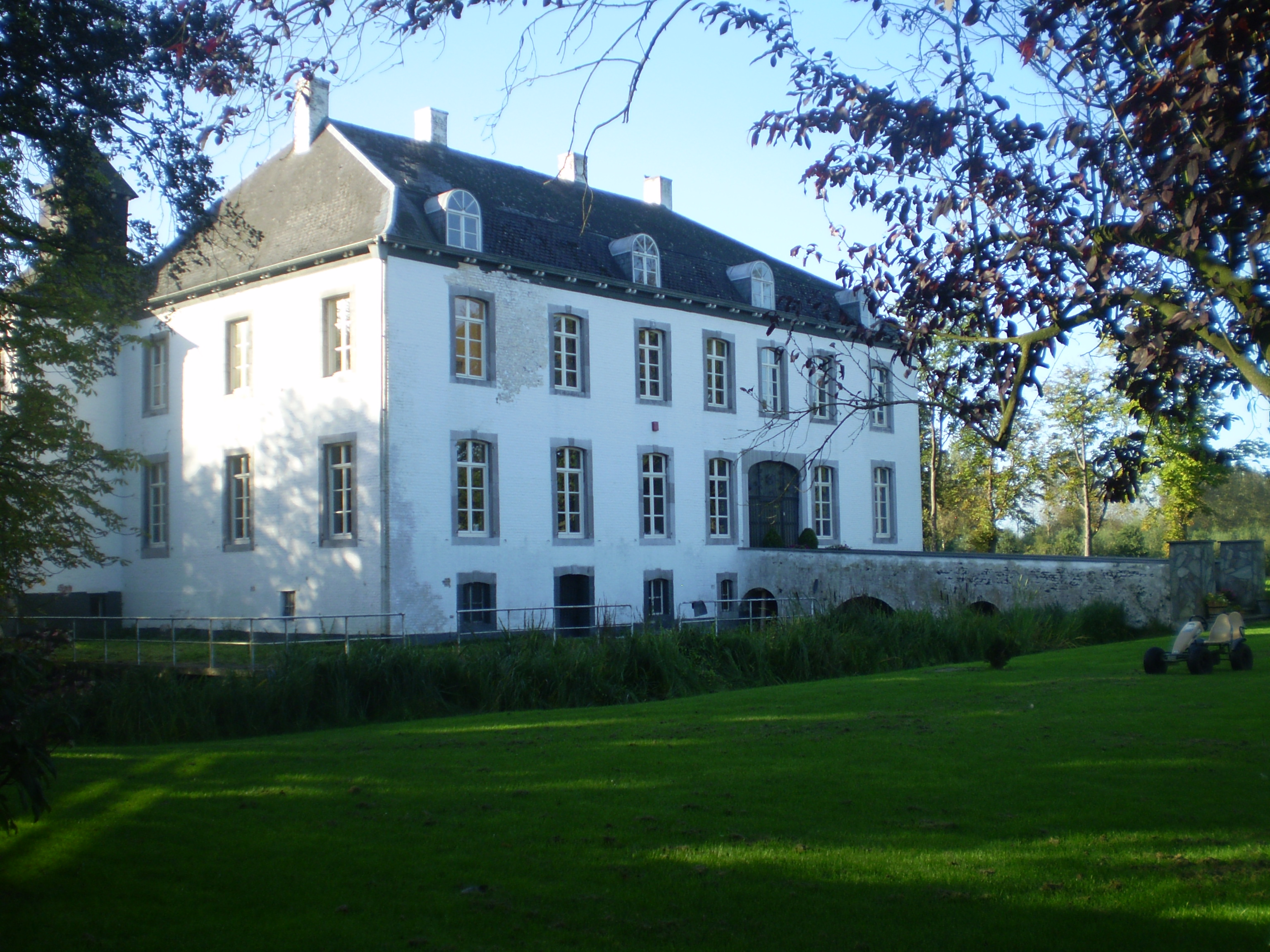
Het kasteel Borgitter

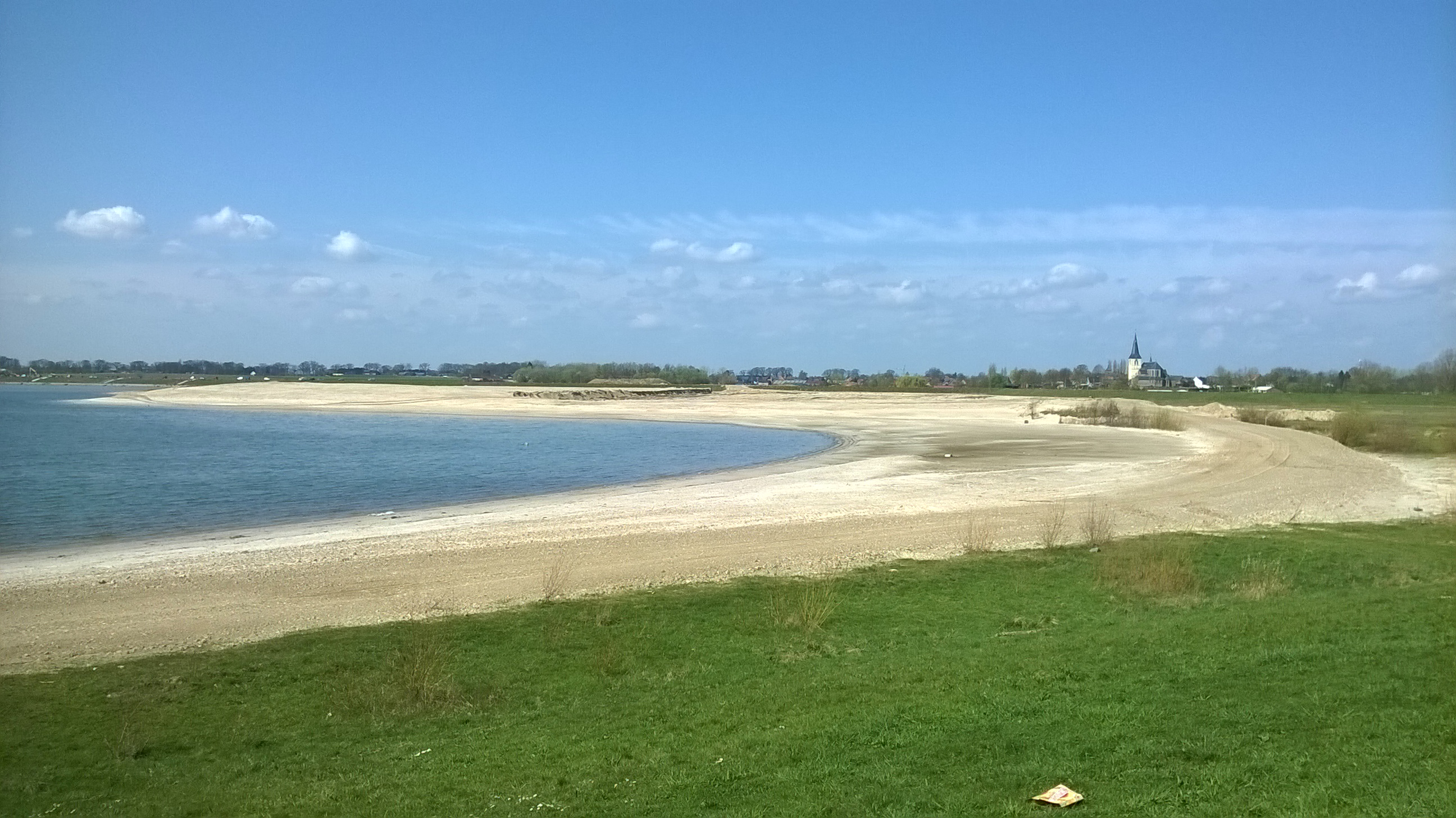
De Boterakkerplas tijdens het dempen (2016)
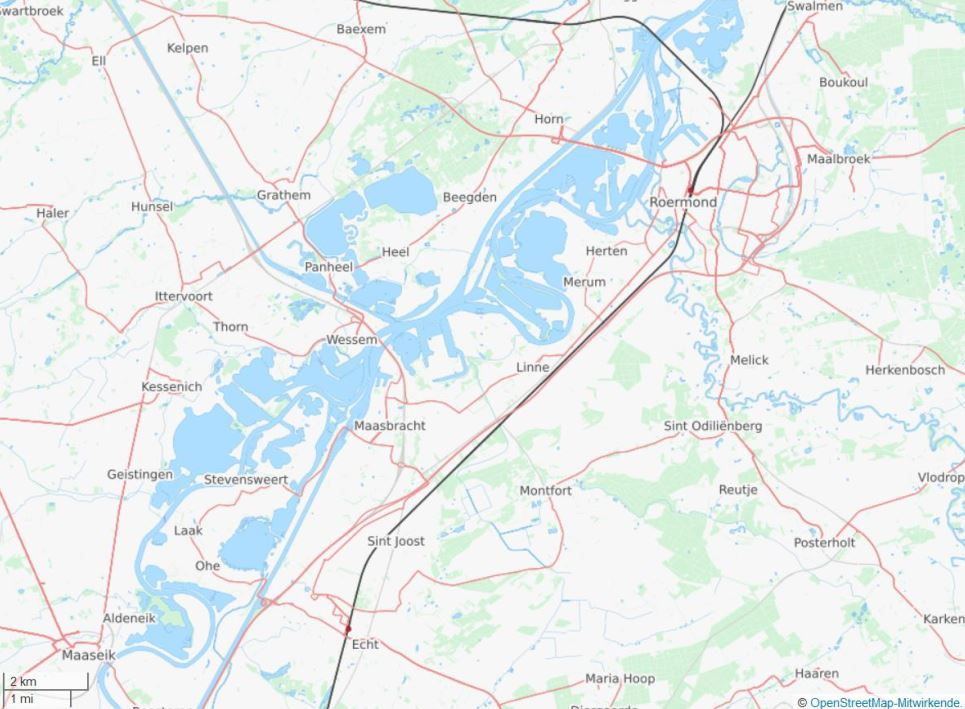
Kaart van de Maasplassen
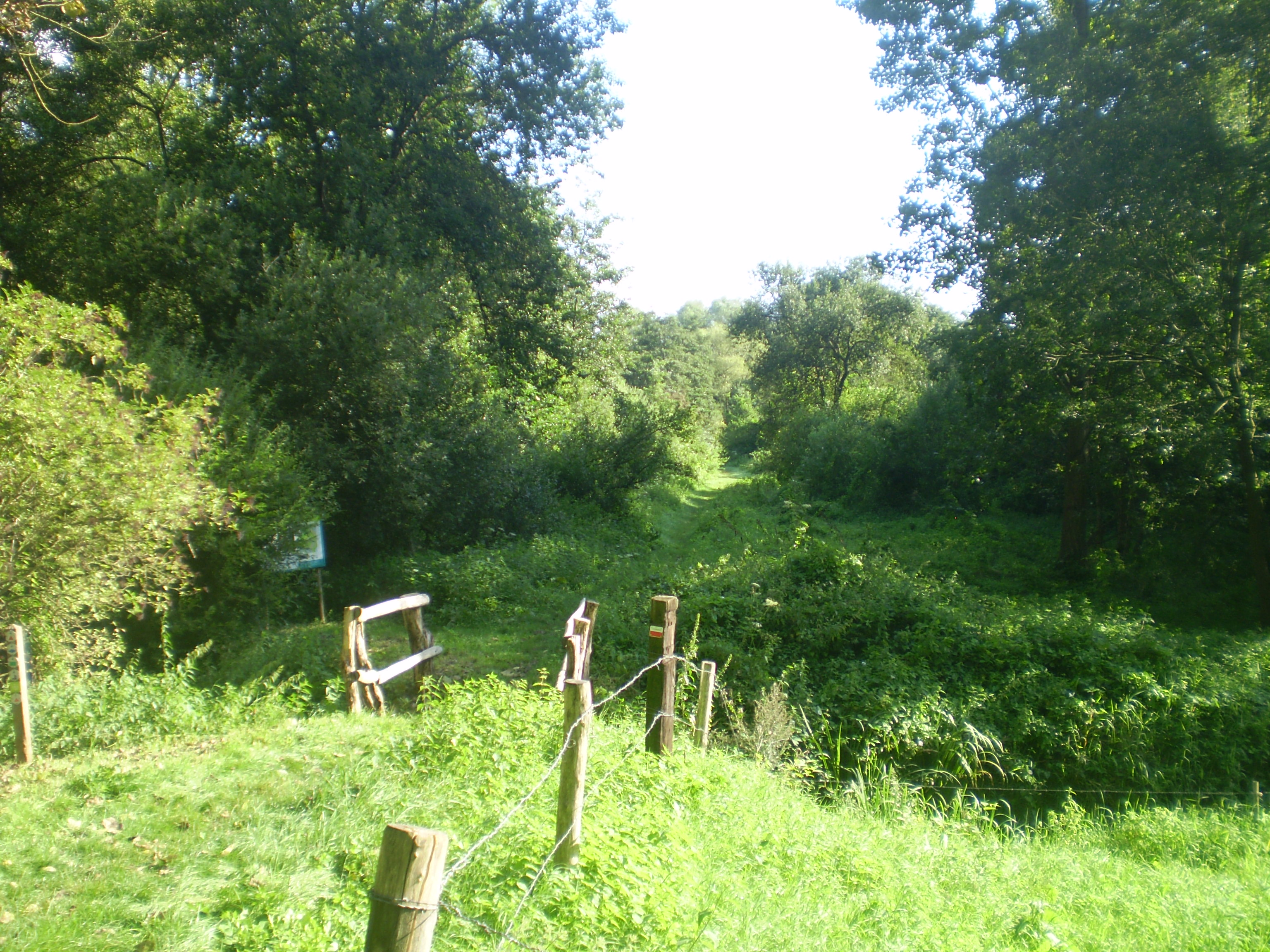
Toegang tot het Vijverbroek

## Naam

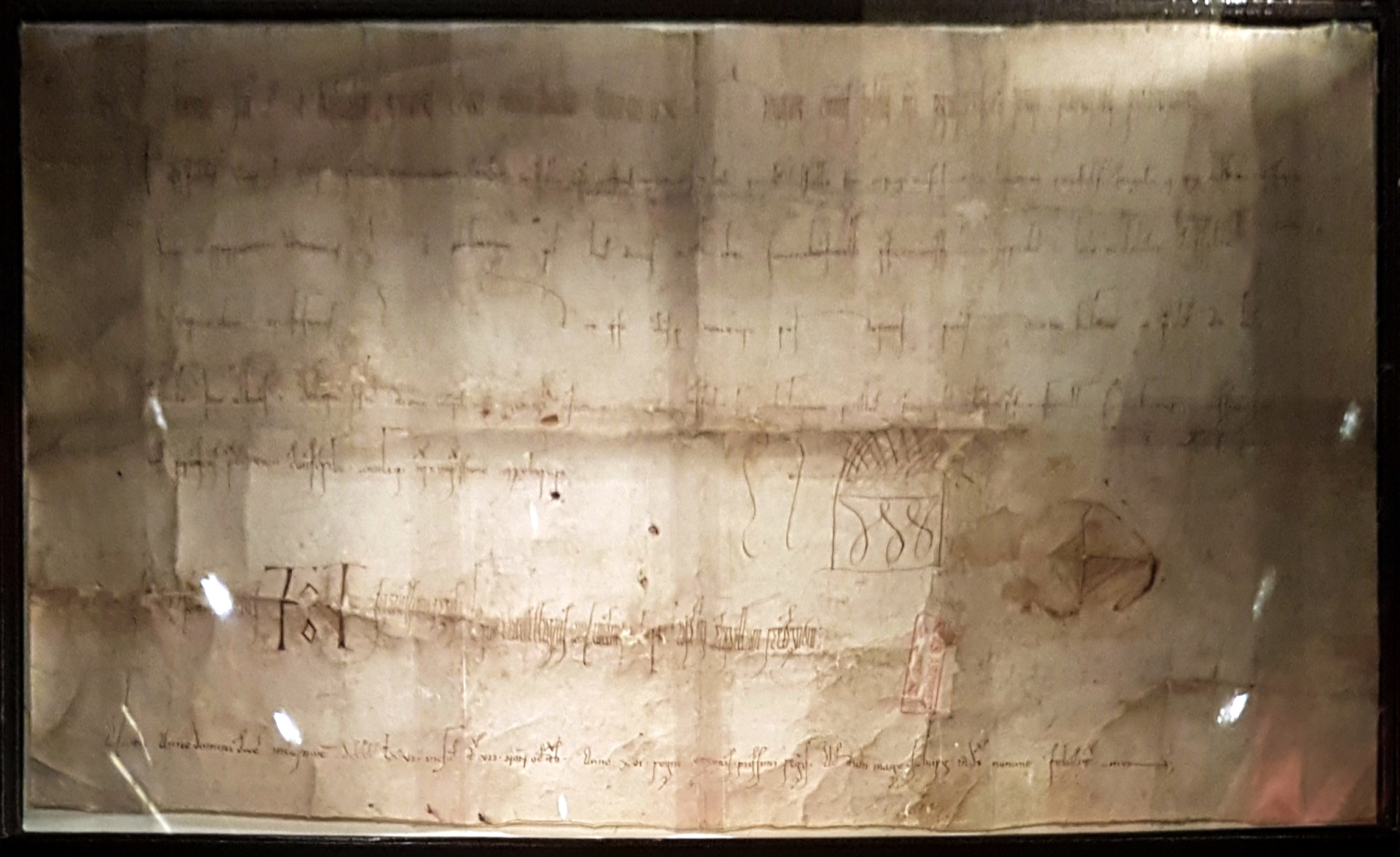
Oorkonde uit 950, waarin Casallum genoemd wordt (bron: HCL Maastricht)

In de loop van de geschiedenis wordt het dorp genoemd onder drie verschillende benamingen.
- De oudste schriftelijke vermelding stamt uit 1102: Kesnic. De uitgang -ik zou een overblijfsel zijn van het Gallo-Romeinse -iacum. Volgens naamkundigen heette Kessenich oorspronkelijk Cassiniacum oftewel het landgoed van Cassinius.[2] Onder invloed van de Hoogduitse klankverschuiving verzachtte -ik geleidelijk aan tot -ich.
- Gelijktijdig met Kessen-ich kwam Kessen-ink op. Vanaf 1155 komt Kesninc voor in archiefstukken. Diverse 16e-eeuwse kaarten noteren Kessingen. Na 1800 verdwijnt Kessingen uit de officiële documenten. Het kortere Kèsing wordt wel nog gebruikt in de volksmond.
- Kessenich beschikte al vroeg over een burcht. Daarom hebben 19e- en 20e-eeuwse historici geopperd dat Kessenich misschien de locatie is van het plaatsje Casallum, genoemd in een oorkonde uit 950. In twee oorkondes van 1155 lijkt een plaatsnaam Casselin overeen te komen met het castrum Cassenic.

## Geschiedenis

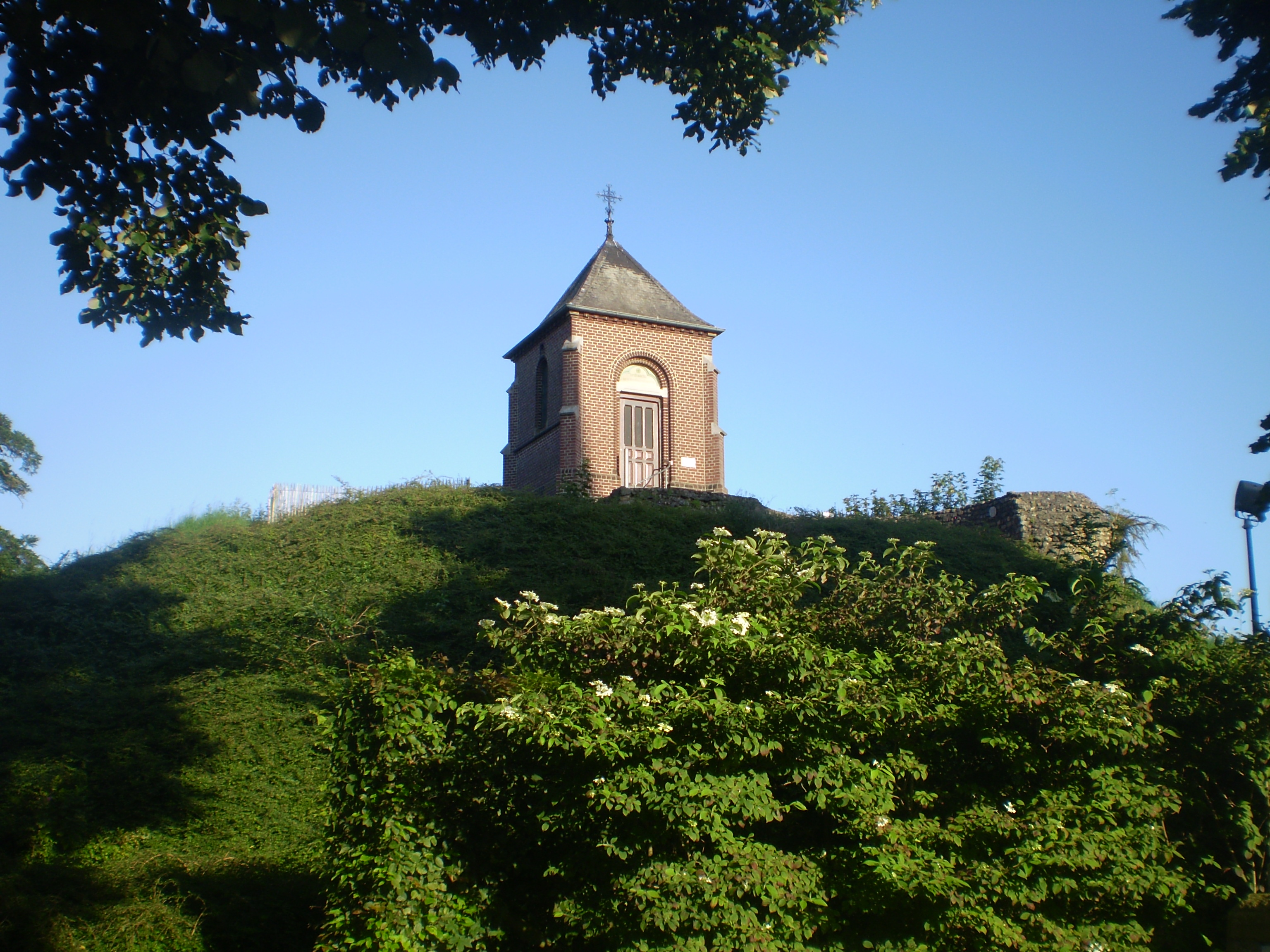
De burchtheuvel Den Berg in de dorpskern

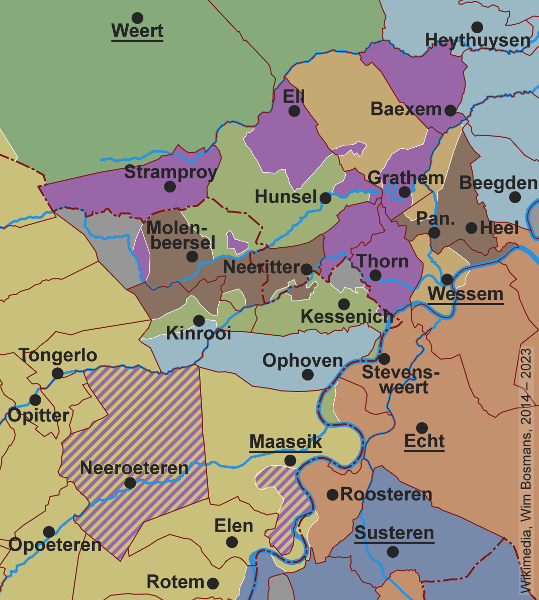
De rijksvrije heerlijkheid Kessenich (zones in lichtgroen) omstreeks 1700

In het gebied de Hezer Heide zijn talrijke werktuigen uit de steentijd gevonden. Op het Kessenicher Veld ontdekte men een aardwerk dat gelinkt wordt aan de eerste landbouwgemeenschappen (4.400 tot 3.000 v. Chr.). Het Kessenicher Veld was gunstig voor nederzettingen, omdat het langs drie zijden afgeschermd wordt door natuurlijke laagten. Toch is er weinig bekend van permanente nederzettingen. Kessenich ontleent zijn naam aan een Romeins landgoed: de Romeinse villa van de familie Cassinius. Deze lag in nabijheid van de heirbaan Maastricht-Blerick-Nijmegen.
Van 950 tot 1000 was de streek in bezit van twee graven uit het geslacht Ansfried. Waarschijnlijk bezaten zij onder andere Kessenich, Thorn en Neeritter. In latere eeuwen werkten deze drie dorpen immers nog nauw samen (de Drie Eigen). Kessenich ontwikkelde zich tot een rijksvrij ministaatje van het Heilige Roomse Rijk. De heerlijkheid besloeg Kessenich, Kinrooi, Groot-Beersel, Hunsel en (tot 1711) een deel van Ohé en Laak. De landsheren en -vrouwen woonden in een mottekasteel, waarvan tegenwoordig nog de heuvel (den Berg) en enige fundamenten zichtbaar zijn. Tegen 1700 geraakte den Berg in onbruik en woonden de landsheren en -vrouwen – intussen droegen ze de titel "baron(es)" – in het kasteel Borgitter.
Gedurende de Tachtigjarige Oorlog waren er vele troepenbewegingen in het Maasland, maar over krijgshandelingen te Kessenich is weinig bekend. Wel werd het dorp geplunderd in 1702, door geallieerde troepen onder het bevel van de hertog van Marlborough. Deze dramatische gebeurtenis ligt aan de oorsprong van het jaarlijkse Malbroek verbranden, een traditie die ook bestaat in Maaseik, Stokkem en Eisden. Tussen 1671 en 1714 probeerden Opper-Gelre en Gulik soevereiniteit uit te oefenen over Kessenich. Dankzij de personele unie tussen de Oostenrijkse Nederlanden en het Duitse keizerschap keerde de rust terug. Uiteindelijk werd de heerlijkheid opgeheven op laste van de Eerste Franse Republiek.
Sinds 1839 (de deling van Limburg) is Kessenich een grensdorp van België. In 1843 werd Kessenich vergroot met de Beersels. Dit was echter van korte duur, want in 1845 werden Kinrooi en Molenbeersel losgemaakt als zelfstandige gemeenten. Aan het begin van de 20e eeuw werden te Kessenich regionale hoofdposten van de douane (1902) en van de Rijkswacht (1908) gevestigd. Eeuwenlang werd er reeds rivierklei gewonnen en in veldovens gebakken tot brikken en pannen. Een industriële oven (1903–1975), eerst De Maas en later Kleiwarenindustrie geheten, gaf zijn naam aan de Fabrieksstraat. De Tweede Wereldoorlog vormde een woelige tijd, met o.a. het neerstorten van drie gevechtsvliegtuigen (1943), de mislukte aanslag op burgemeester Lamberigts (1944) en een gedwongen evacuatie (november 1945).
Van 1949 tot 2016 werd het grootste deel van de riviervlakte (de Oo) weg gebaggerd voor de winning van grind en zilverzand. Ten gevolge daarvan zijn er twee Maasplassen achtergebleven. De grootste plas is de Boterakkerplas, van Kessenich tot Geistingen. Tussen de Kollegreend en het Koningssteen ligt de kleinere Dragrasaplas. In 2003–2005 werden alvast enkele uitlopers van de plassen gedempt. In 2013–2016 volgde een tweede fase van gedeeltelijke demping. In de Boterakkerplas zorgde dit voor een nieuw evenementenplein met vaartkom, het Bastion genaamd. Langs de Dragrasaplas boden de gedempte zones de mogelijkheid tot natuurontwikkeling (de Kleizone). 

## Demografische ontwikkeling
- Bronnen:NIS, Opm:1831 tot en met 1970=volkstellingen

## Bezienswaardigheden
- De Sint-Martinuskerk, een neogotische kruiskerk (gebouwd 1898–1899) met een klokkentoren uit mergel (14e eeuw)
  - Op het kerkhof staan twee 17e-eeuwse grafstenen. Ten eerste, de "adellijke grafsteen" van landsheer Guido van Malsen en landsvrouwe Joanna van Kessenich. Ten tweede, de "burgerlijke grafsteen" van herenboer Aret Hobrich van Lind (Arnold Houben uit Linne).
- Tegenover de kerk ligt de burchtheuvel den Berg
  - Overblijfselen van de middeleeuwse donjon
  - Grafkapel van de adellijke familie Michiels van Kessenich, gebouwd in 1899
- Het kasteel Borgitter, aan de grens met Neeritter
  - Het monument ter ere van het volkslied Waar in 't bronsgroen eikenhout
  - De watermolen Borchmolen
- De wandel- en fietspaden langs de Maasplassen
- De natuurgebieden Vijverbroek, Kleizone, Kollegreend en Koningssteen
- Het voormalige douanekantoor, dat ten dele in gebruik is als horeca
- De Houbenhof, een herenhoeve aan de Maas tegenover Stevensweert

## Nabijgelegen kernen
| Neeritter    |            | Ittervoort                 |  | Thorn Roermond |
|              |            |                            |  |                |
| Kinrooi Bree | Maasbracht |                            |  |                |
|              |            |                            |  |                |
|              |            | Geistingen Ophoven Maaseik |  | Stevensweert   |

## Bekende inwoners
- Jan de Wilde († 1468), legeraanvoerder in de Luikse Oorlogen
- Theo Brouns (1911–1946), een van de kopstukken van het Vlaamsch Nationaal Verbond
- Mathijs Lamberigts (1955), hoogleraar aan de Faculteit Theologie en Religiewetenschappen Leuven
- Sjeng Schalken (1967), proftennisser op wereldniveau 1994–2007

## Trivia
- Kessenich is rijk aan twee schutterijen. De schutterij Sint-Martinus dagtekent van 1546.[5] In 1881 splitste een tweede schutterij zich af: de Breydelzonen.
- Kessenich werd gekozen als locatie van het eerste Oud Limburgs Schuttersfeest (1876). In 2002–2003 kwam den Um opnieuw naar Kessenich.
- Inwoners van Kessenich hebben de ludieke bijnaam ertesjieters (erwtenschijters). Deze benaming zou in de 18e eeuw ontstaan zijn, als scheldnaam.[6] In het kasteel Borgitter kreeg het werkvolk elke middag erwten voorgeschoteld. De mensen uit Kessenich konden dit wel smaken, maar de mensen uit Neeritter hadden er genoeg van. Tevergeefs probeerden zij de ertesjieters te overhalen om gezamenlijk een ander middagmaal te eisen. De benaming ertesjieters is ook de naam van de Kessenicher carnavalsvereniging.
- Volgens een legende lag er lang geleden een verdronken stad Vijvere tussen Kessenich en Thorn. Het Vijverbroek zou daaraan zijn naam te danken hebben.